# Nikodimos Elias Abebe
Nikodimos Elias Abebe (amharisch ኒቆዲሞስ ኤልያስ አበባ; * um 1941; † 3. November 2011) war äthiopischer Erzbischof von Welayta der Äthiopisch-Orthodoxen Tewahedo-Kirche.